# Marijan Žužej
Marijan Žužej   (Maribor, 8 de febrer de 1934 - Zagreb, 18 de desembre de 2011) fou un waterpolista croata, d'origen eslovè, que va competir sota bandera iugoslava durant les dècades de 1940 i 1950.
S'inicià en la natació el 1946 i fins al 1952 no va començar a jugar a waterpolo. El 1956 va prendre part en els Jocs Olímpics d'Estiu de Melbourne, on va guanyar la medalla de plata en la competició de waterpolo. El 1957 va patir un greu accident de cotxe. Es va recuperar per poder disputar els Jocs de Roma de 1960, on fou quart en la competició de waterpolo. Es retirà poc després per passar a exercir d'entrenador de waterpolo. En el seu palmarès també destaca una medalla de plata al Campionat d'Europa de waterpolo de 1954.